# Атилио Пайва Оливера (стадион)
«Атилио Пайва Оливера» (исп. Estadio Atilio Paiva Olivera) — футбольный стадион в городе Ривера, третий по вместительности стадион Уругвая.

## История
Футбольный стадион в Ривере был построен в 1927 году, и после этого дважды реконструировался — в 1966 гуду и перед Кубком Америки 1995 года. В ходе последней реконструкции вместимость стадиона значительно увеличилась и по этому показателю он занял второе место в стране. Несмотря на это, уровень футбола в городе остаётся довольно низким. Домашняя команда, «Фронтера Ривера», провела в Высшем дивизионе чемпионата Уругвая лишь 2 сезона (в 1999 и 2000 годах), да и то, её попадание в элиту во многом было обусловлено реформой структуры первенства и расширением Примеры за счёт провинциальных команд.
Дважды на стадионе Атилио Пайва Оливера выступала сборная Уругвая. Впервые — 28 июня 1995 года, соперником стала сборная Новой Зеландии. Это был последний контрольный матч перед началом домашнего Кубка Америки, увенчавшегося победой хозяев.
На Кубке Америки 1995 стадион Атилио Пайва Оливера принял все матчи группы B с участием сборных Бразилии, Эквадора, Колумбии и Перу. 17 июля на этом стадионе прошёл один из самых зрелищных поединков, когда в четвертьфинале Кубка Америки после счёта 2:2 в основное время действующие чемпионы мира бразильцы в серии пенальти переиграли на тот момент действующих победителей Кубка Америки аргентинцев — 4:2.
24 июня 2011 года сборная Уругвая провела второй в истории домашний матч на стадионе Атилио Пайва Оливера. На сей раз была разгромлена сборная Эстонии — 3:0. Примечательно, что это также был последний контрольный матч перед началом Кубка Америки 2011, который в итоге сборная Уругвая также выиграла.
В 2010 году столичный «Серро», пробившийся в Кубок Либертадорес, сыграл один матч групповой стадии против «Интернасьонала» на арене в Ривере.
После открытия стадиона «Кампеон-дель-Сигло» в 2016 году «Атилио Пайва Оливера» стал третьим по вместительности стадионом Уругвая.

## Турниры
- Кубок Америки 1995
- Юношеский чемпионат Южной Америки 1999 (до 17 лет)